# Kyle Hines
Kyle Terrel Hines (ur. 2 września 1986 w Sicklerville) – amerykański koszykarz, występujący na pozycjach silnego skrzydłowego lub środkowego, aktualnie zawodnik Olimpii Mediolan.
Przez kilka lat występował w letniej lidze NBA. W 2008 reprezentował Charlotte Bobcats, w 2009 Oklahoma City Thunder, w 2010 New Orleans Hornets.
Hines jest jednym z najbardziej utytułowanych amerykańskich zawodników grających w Europie w XXI wieku. Karierę uniwersytecką rozpoczął w University of North Carolina at Greensboro, gdzie był jednym z liderów zespołu. Mimo bardzo dobrych statystyk nie został wybrany w drafcie NBA w 2008 roku.

## Osiągnięcia
Stan na 22 czerwca 2021, na podstawie, o ile nie zaznaczono inaczej.
NCAA
- Zawodnik roku konferencji Southern (SoCon – 2007)[4]
- Najlepszy pierwszoroczny zawodnik SoCon (2005)
- Wybrany do:
  - I składu:
    - All-SoCon (2006–2008)
    - turnieju  SoCon (2005, 2006, 2008)
    - najlepszych pierwszorocznych zawodników SoCon (2005)

  - II składu turnieju SoCon (2007)
  - III składu All-SoCon (2005)
- Klub UNC Greensboro Spartans zastrzegł  należący do niego numer 42

Drużynowe
- Mistrz:
  - Euroligi (2012, 2013, 2016, 2019[5])
  - VTB (2014–2019)
  - Niemiec (2011)
  - Grecji (2012)
- Wicemistrz:
  - Grecji (2013)
  - Włoch (2021)
- Brąz Euroligi (2015, 2017)
- Zdobywca:
  - pucharu:
    - Włoch (2021)
    - Niemiec (2011)
    - II ligi Włoskiej (2009, 2010)

  - superpucharu:
    - Włoch (2020)
    - Niemiec (2010)
- Finalista pucharu Grecji (2012, 2013)

Indywidualne
- MVP:
  - finałów ligi niemieckiej (2011)
  - meczu gwiazd ligi niemieckiej (2011)
  - pucharu II ligi włoskiej (2009)
  - 2. spotkania play-off Euroligi (2015/2016)
- Obrońca roku:
  - Euroligi (2016, 2018)
  - VTB (2016)
- Zaliczony do składu dekady Euroligi 2010–2020 (2020)[6]
- Uczestnik meczu gwiazd:
  - VTB (2020)[7]
  - ligi niemieckiej (2011)